# Arrojadoa dinae
Arrojadoa dinae är en kaktusväxtart som beskrevs av Albert Frederik Hendrik Buining och Brederoo. Arrojadoa dinae ingår i släktet Arrojadoa och familjen kaktusväxter. Inga underarter finns listade i Catalogue of Life.